# Crown Jewel 2024
Crown Jewel 2024 è stata la sesta edizione dell'omonimo premium live event di wrestling organizzato dalla WWE. L'evento si è svolto il 2 novembre 2024 alla Mohammed Abdu Arena di Riad, in Arabia Saudita ed è stato trasmesso in diretta su Peacock negli Stati Uniti e sul WWE Network nel resto del mondo.
L'evento nasce nell'ambito della collaborazione tra la WWE e il ministero dello sport saudita a sostegno di Saudi Vision 2023, un programma di riforme economiche e sociali; la partnership, stipulata nel 2018, prevede un evento all'anno per dieci anni.

## Storyline
Durante Bad Blood, il COO Triple H ha annunciato che a Crown Jewel i campioni del mondo in carica maschili e femminili di Raw e SmackDown si sarebbero affrontati. I campioni non metteranno in palio i loro titoli ma si sfideranno per il WWE Crown Jewel Championship e il WWE Women's Crown Jewel Championship.
Nella puntata di Raw del 5 agosto Bronson Reed ha attacco Seth Rollins con sei Tsunami. Rollins dopo l'attacco è rimasto infortunato fino alla puntata del 30 settembre vendicandosi su Reed costandogli la vittoria in un last monster standing match contro Braun Strowman. Dopo una riunione tra Adam Pearce e Reed viene sancito un mach per Crown Jewel.
Nel settembre del 2024 è iniziata la rivalità tra Andrade e Carmelo Hayes che doveva culminare nella puntata di SmackDown del 25 ottobre, nel settimo match di una serie al meglio delle sette. Al vincitore sarebbe aspettato un match titolato per il WWE United States Championship di LA Knight. Il match si è concluso con un no-contest dopo che l'arbitro speciale, ovvero LA Knight ha colpito entrambi. Per questo il general manager di SmackDown, Nick Aldis ha sancito un triple threat match tra Knight, Andrade e Hayes valido per il WWE United States Championship.

## Risultati
| # | Match | Stipulazioni                                                           | Durata |
| - | --- | ---------------------------------------------------------------------- | ------ |
| 1 | Jacob Fatu, Solo Sikoa e Tama Tonga (con Tanga Loa) hanno sconfitto Roman Reigns e gli Usos                                       | Six-man tag team match                                                 | 16:35  |
| 2 | Bianca Belair e Jade Cargill (c) hanno sconfitto Chelsea Green e Piper Niven, Iyo Sky e Kairi Sane e Jakara Jackson e Lash Legend | Fatal four-way tag team match per il WWE Women's Tag Team Championship | 12:00  |
| 3 | Seth Rollins ha sconfitto Bronson Reed                                                                                            | Single match                                                           | 12:20  |
| 4 | Liv Morgan ha sconfitto Nia Jax                                                                                                   | Single match per il WWE Women's Crown Jewel Championship               | 8:15   |
| 5 | LA Knight (c) ha sconfitto Andrade e Carmelo Hayes                                                                                | Triple threat match per il WWE United States Championship              | 9:10   |
| 6 | Cody Rhodes ha sconfitto Gunther                                                                                                  | Single match per il WWE Crown Jewel Championship                       | 22:55  |